# Список керівників держав 109 року
Список керівників держав 109 року — перелік правителів країн світу 109 року
Список керівників держав 108 року — 109 рік — Список керівників держав 110 року — Список керівників держав за роками

## Європа
- Боспорська держава — цар Савромат I (90-123)
- Ірландія
  - верховний король Федлімід Рехтмар (104/110-113/119)
- Римська імперія
  - імператор Траян (98-116)
    - консул Авл Корнелій Пальма Фронтоніан (109)
    - консул Публій Кальвізій Тулл Рузон (109)
      - Нарбонська Галлія — Авл Ларцій Пріск (103—109)
      - Дакія — Децим Терентій Скауріан (109—110/111)
      - Далмація — Гай Мінуцій Фундан (108—109 — 111—112)
      - Верхня Паннонія — Тит Юлій Максим Манліан
      - Фракія — Публій Ювенцій Цельс Молодший (109—112)

## Азія
- Близький Схід
  - Бану Джурам (Мекка) — шейх Мухад I аль-Акбар (106—136)
  - Велика Вірменія — цар Санатрук I (88-110)
  - Хим'яр — цар Раббшамс Німран (100–110)
  - Осроена
    - цар Санатрук I Вірменський (91-109)
    - цар Абгар VII, царь (109-116)
- Диньяваді — Вісу Яза (90-111)
- Іберійське царство — цар Амазасп I (106-116)
- Індія
  - Кушанська імперія — цар Віма Кадфіз (105-126/7)
  - Царство Сатаваханів — магараджа Шивасваті Сатавахана (84-112)
- Китай
  - Династія Хань
    - імператор Лю Ху (106-125)
    - вождь племінного союзу південних сяньбі Улунь (93-120)
- Корея
  - племінний союз Кая — Суро
  - Когурьо — тхеван (король) Тхеджохо (53-146)
  - Пекче — король Кіру (77-128)
  - Сілла — ісагим (король) Пхаса (80-112)
- Персія
  - Парфія
    - цар Пакор II (78-110)
    - цар Вологез II (105-147)
- Сипау (Онг Паун) — Сау Кам Монг (72-110)
- плем'я Хунну — шаньюй (вождь) Тань (98-124)
- Японія — тенно (імператор) Кейко (71-130)
  - Азія — Гай Анцій Авл Юлій Квадрат (109—115)
  - Аравія Петреа — Гай Клавдій Север (107—116)
  - Віфінія і Понт — Пліній Молодший (109—111)
  - Каппадокія — Гай Юлій Квадрат Басс (107—112)
  - Сирія — Луцій Фабій Юст (108—112)

## Африка
- Царство Куш
  - цар Аритенієсбехе (108-132)
    - Африка — Гай Корнелій Рар Секстій (108—109)
    - Єгипет — Сервій Сульпіцій Сіміліс (107—112)
    - Мавретанія Тінгітанська — Марк Клодій Катулл